# Phoenicoprocta astrifera
Phoenicoprocta astrifera är en fjärilsart som beskrevs av Butler 1877. Phoenicoprocta astrifera ingår i släktet Phoenicoprocta och familjen björnspinnare. Inga underarter finns listade i Catalogue of Life.